# Alstahaug
Alstahaug è un comune della contea di Nordland, in Norvegia. Il centro amministrativo del comune è la città di Sandnessjøen che è anche l'unico centro abitato del comune.

## Geografia
Il territorio comunale occupa la parte occidentale dell'isola di Alsta e numerose altre isole circostanti, le principali sono Offersøya, Tjøtta, Rødøya e Mindlandet.
La parte orientale dell'isola di Alsta è costituita dalla catena montuosa delle Sette Sorelle (De syv søstre) che raggiunge l'altitudine di m 1 072 s.l.m. Le vette visibili sono in realtà sei, ma una leggenda locale narra che uno dei picchi rappresenti in realtà due sorelle gemelle.

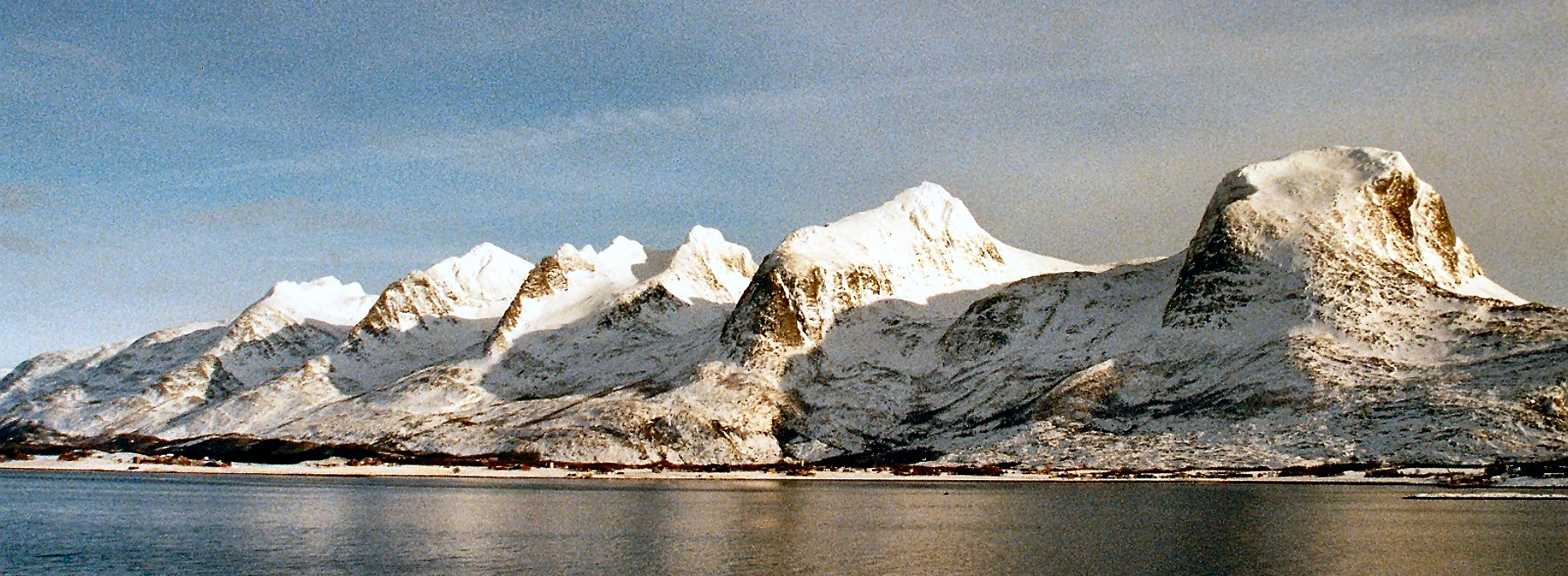
Le Sette Sorelle

Nel territorio comunale si trovano due aree protette di dimensioni relativamente piccole, sull'isola di Tjøtta si trova la riserva naturale di Ostjønna istituita nel 1997 a tutela dell'ambiente di acqua salmastra e l'avifauna ad esso associata. Sull'isola di Alsta si trova invece la riserva naturale di Skeilia istituita nel 2000 per proteggere una piccola area di bosco di latifoglie.

## Storia
Sull'isola di Mindlandet, nella località di Brastad, è stato rinvenuto uno degli insediamenti più antichi dello Helgeland con ritrovamenti di manufatti in quarzo e quarzite che ricordando le forme dei manufatti della cultura di Komsa. Altri ritrovamenti fanno parte della cultura di Fosna-Hensbacka. I petroglifi dell'isola di Rødøya, situata all'imboccatura del Vefsnfjord, sono diventati celebri quando una delle figure che ricorda uno sciatore, è stata usata come pittogramma per le Olimpiadi invernali di Lillehammer nel 1994. 
All'estremo meridionale dell'isola di Alsta si trova la chiesa medievale di Alstahaug, dove il prete poeta Petter Dass fu sacerdote dal 1689 fino alla sua morte nel 1704. Un'altra isola del comune, Tjøtta, fu luogo di residenza di Hårek, un famoso vichingo dell'undicesimo secolo. Sulla stessa isola si trovano due vasti cimiteri di guerra risalenti alla seconda guerra mondiale.
L'isola è collegata al continente dal ponte di Helgeland.